# Volksbank Oberösterreich
Die Volksbank Oberösterreich AG ist eine österreichische Regionalbank mit Sitz in der Stadt Wels. Die Aktionäre sind einige Volksbank–Genossenschaften. Das Institut beschäftigt an über 20 Standorten rund 440 Mitarbeiter. Das Filialnetz liegt vollständig in Oberösterreich.

## Geschichte

### Volksbank Oberösterreich
Die Volksbank Oberösterreich gibt es unter diesem Namen seit Herbst 2015, als im Zuge der österreichweiten Neustrukturierung des Sektors die Schaffung von „Bundesländer–Volksbanken“ und damit der Zusammenschluss der meisten oberösterreichischen Genossenschaften zu einer Volksbank Oberösterreich begann. Es wurde die Rechtsform der Aktiengesellschaft gewählt, wobei die Aktionäre einige Volksbank–Genossenschaften sind. Etliche Vorgängerinstitute wurden bereits vor dem Ersten Weltkrieg (1914) gegründet, die Volksbank bzw. das „Genossenschaftssystem nach Hermann Schulze-Delitzsch“ ist daher bereits seit über 100 Jahren in Oberösterreich vertreten. Die Zahl der Filialen hat sich im Vergleich 2019/2020 von 27 auf 26 verändert.

### Frühere Einzelinstitute
Die heutige Volksbank Oberösterreich (VB OÖ) hat im Laufe der Jahre folgende Institute aufgenommen:
- Volksbank Linz-Wels-Mühlviertel (gegr. 2010)
  - Volksbank Wels (gegr. 1912 als Welser Gewerbekasse, 1921 umbenannt in Welser Handels- und Gewerbekasse, 1971 in Volksbank Wels)
  - Volksbank Linz-Mühlviertel
- Volksbank Schärding-Altheim-Braunau eG (gegr. 2014, Fusion in die VB OÖ 2015)
  - Volksbank Schärding
  - Volksbank Altheim-Braunau
- Volksbank Ried im Innkreis eG (gegr. 1911, Fusion in die VB OÖ 2015)
- Volksbank Eferding-Grieskirchen (Fusion in die VB OÖ 2016)
- Volksbank Vöcklabruck-Gmunden e.Gen (Fusion in die VB OÖ 2016)
  - Handels- und Gewerbebank („HaGe-Bank“) Vöcklabruck (gegr. 1914 als Handels- und Gewerbekasse für Vöcklabruck und Umgebung, 1943 umbenannt in Volksbank Vöcklabruck, 1955 umbenannt in Handels- und Gewerbebank Vöcklabruck).
  - Volksbank Traunsee (1998 Fusion der HaGe-Bank mit der Volksbank Traunsee mit Umbenennung in Hagebank-Volksbank Vöcklabruck-Traunsee, 2007 Umbenennung in Volksbank Vöcklabruck-Gmunden)
- Volksbank Bad Hall (Fusion in die VB OÖ 2017)
- Volksbank Almtal (Mit der Besonderheit, dass die Bankfilialen 2017 an die Volksbank Oberösterreich verkauft wurden, die Genossenschaft aber nicht fusionierte)[5]

## Wirtschaftliche Daten

### Standorte
Filialen
Die Volksbank Oberösterreich unterhält 24 Filialen, die sich alle im Bundesland Oberösterreich befinden.
Firmensitz in Wels
Die Bankzentrale hat ihren Sitz in Wels. Das Gebäude in der Welser Pfarrgasse wurde ursprünglich 1968–1971 als Zentrale der Volksbank Wels errichtet. Im Herbst 2000 begann der Abbruch und im Juli 2002 wurde der nach Plänen des Architekten Hanno Schlögl gestaltete heutige Neubau eröffnet. Bei Schaffung der Volksbank Oberösterreich wurde Wels als Firmensitz erwählt.

### Bilanzdaten
Die Bilanzsumme für das Jahr 2018 und das Jahr 2019 lag jeweils knapp über 2,4 Milliarden Euro. Das EGT 2018 wurde mit 19,5 Millionen Euro, das EGT 2019 mit 9,46 Millionen Euro ausgewiesen. Das Geschäftsvolumen lag 2019 bei 4,8 Milliarden Euro. An Kunden wurden über 109.500 genannt. Die Zahl der Mitarbeiter wurde für 2019 mit 443 (tatsächlich) bzw. mit 321 (so genannter „Vollzeit–Äquivalent“) angegeben.

## Genossenschaftsbank
Die Volksbank-Genossenschaft
Es gibt einen Marketing-Auftritt als Volksbank Gruppe, ungeachtet dessen sind alle Genossenschaftsbanken rechtlich selbständig und bilden die Volksbank Primärstufe. Die Banken sind im Besitz ihrer Genossenschafter, die beim Beitritt einen entsprechenden Geschäftsanteil gezeichnet haben. Die grundsätzliche Gründungsidee der Genossenschaftsbewegung war der Gedanke von der Hilfe zur Selbsthilfe laut Schulze-Delitzsch: 

„Was du nicht allein vermagst, dazu verbinde dich mit anderen, die das gleiche wollen.“

Rechtliche Organe einer Volksbanken-Genossenschaft sind der (hauptberufliche) Vorstand, der Aufsichtsrat und die Generalversammlung, letztere ist die Versammlung der Genossenschaftsmitglieder und damit das oberste Willensbildungsgremium gemäß dem österreichischen Genossenschaftsgesetz.
Die Volksbank Oberösterreich Aktiengesellschaft
Die Aktionäre der Volksbank Oberösterreich AG sind wie folgt:
- VB Oberösterreich Holding eG mit 79,64 % Anteil (Sitz in Schärding)
- VB Ried im Innkreis Verwaltungsgenossenschaft eG mit 10,10 % Anteil
- VB Bad Hall Verwaltungsgenossenschaft eG mit 8,39 % Anteil
- Volksbank Wien AG mit 1,87 % Anteil[3]

## Die Volksbanken in Oberösterreich
Im Zuge der österreichweiten Neustrukturierung des Volksbanken–Sektors sind die meisten Volksbank–Genossenschaften im Bundesland Oberösterreich in die gleichnamige Volksbank fusioniert.
Die Volksbank Strasswalchen-Vöcklamarkt-Mondsee mit Schwerpunkt in den politischen Bezirken Braunau am Inn und Vöcklabruck fusionierte mit der Volksbank Salzburg. Die im Gerichtsbezirk Bad Ischl tätige Volksbank Bad Goisern mit ihren 5 Filialen im Inneren Salzkammergut fusionierte ebenfalls mit der Salzburger Genossenschaft. Die Volksbank in der Stadt Bad Ischl ist bereits seit 1988 eine Filiale der Volksbank Salzburg.